# Benjamin List
Benjamin List (ur. 11 stycznia 1968 we Frankfurcie nad Menem) – niemiecki chemik, laureat Nagrody Nobla w dziedzinie chemii za 2021 rok (wraz z Davidem MacMillanem) za wkład w rozwój asymetrycznej katalizy organicznej.
Jego wskaźnik Hirscha wynosi 95 według  Google Scholar.

## Publikacje
- Benjamin List, Richard A. Lerner, Carlos F. Barbas, Proline-Catalyzed Direct Asymmetric Aldol Reactions, „Journal of the American Chemical Society”, 122 (10), 2000, s. 2395–2396, DOI: 10.1021/ja994280y [dostęp 2021-10-06] (ang.).
- Sonja Mayer, Benjamin List, Asymmetric Counteranion-Directed Catalysis, „Angewandte Chemie International Edition”, 45 (25), 2006, s. 4193–4195, DOI: 10.1002/anie.200600512, PMID: 16721891 [dostęp 2021-10-06] (ang.).
- Ilija Čorić, Benjamin List, Asymmetric spiroacetalization catalysed by confined Brønsted acids, „Nature”, 483 (7389), 2012, s. 315–319, DOI: 10.1038/nature10932, PMID: 22422266, Bibcode: 2012Natur.483..315C [dostęp 2021-10-06] (ang.).
- Philip S. J. Kaib i inni, Extremely Active Organocatalysts Enable a Highly Enantioselective Addition of Allyltrimethylsilane to Aldehydes, „Angewandte Chemie International Edition”, 55 (42), 2016, s. 13200–13203, DOI: 10.1002/anie.201607828, PMID: 27653018 [dostęp 2021-10-06] (ang.).
- Nobuya Tsuji i inni, Activation of olefins via asymmetric Brønsted acid catalysis, „Science”, 359 (6383), 2018, s. 1501–1505, DOI: 10.1126/science.aaq0445, PMID: 29599238, Bibcode: 2018Sci...359.1501T [dostęp 2021-10-06] (ang.).